# Karabin maszynowy Typ 96
Karabin maszynowy Typ 96 (96-Shiki) (jap. 九六式軽機関銃 kyū-roku-shiki kei-kikan-jū) – ręczny karabin maszynowy kalibru 6,5 mm opracowany w 1936 roku, używany w Cesarskiej Armii Japońskiej w czasie II wojny światowej.
Była to bardzo popularna i niezawodna broń, podobna nieco do brytyjskiego karabinu maszynowego Bren. Po wprowadzeniu na uzbrojenie armii japońskiej karabinu Arisaka Typ 99 o kalibrze 7,7 mm, opracowano w 1939 roku rkm Typ 99, ale Typ 96 pozostawał na uzbrojeniu armii japońskiej do końca wojny.
Do karabinu był dołączany bagnet, ale waga broni sprawiała, że była ona bezużyteczna w walce wręcz.